# 梅甘·康诺利
梅甘·简·康诺利（英語：Megan Jane Connolly；1997年3月7日—），爱尔兰共和国女子足球运动员，司职中场，目前效力于布里斯托尔城足球俱乐部和爱尔兰共和国国家女子足球队。她曾代表爱尔兰参加2023年国际足联女子世界杯。